# Ојлерова карактеристика
У математици, а тачније у алгебарској топологији и полиедарској комбинаторици, Ојлерова карактеристика (у појединим гранама математике понекад реферисана и само као карактеристика или Ојлеров број — не треба мешати са Ојлеровом константом, на коју се, такође, често реферише као на Ојлеров број) је инваријантна вредност која зависи од тополошког облика и особина објекта који описује. Најчешће се обележава малим грчким словом χ (хи). Назив захваљује Леонарду Ојлеру, познатом швајцарском математичару и физичару.
Оригинално се употребљавала у геометрији за описивање полиедара, али је своју примену пронашла у топологији и касније у теорији графова. То је наведено за платонска тела 1537. године у необјављеном рукопису Франческа Мауролика. Леонард Ојлер, по коме је концепт добио име, увео га је генерално за конвексне полиедре, али није успео да ригорозно докаже да је он инваријанта. У савременој математици, Ојлерова карактеристика произилази из хомологије и, апстрактније, хомолошке алгебре.

## Ојлерова карактеристика у геометрији и топологији
Ојлерова карактеристика геометријске фигуре у геометрији означава суму {\displaystyle \chi =T-I+P}, где је T број темена фигуре, I број ивица а P број пљосни дате фигуре. Управо овај идентитет је први доказао Ојлер.
Јасно, сваки троугао има карактеристику 1 (3 темена, 3 ивице и једна пљосан). Одавде следи да и свака раванска фигура има Ојлерову карактеристику 1 (свака фигура у равни се може триангулисати, тј. разложити на више мањих троуглова — сада се спајањем два троугла по заједничкој ивици карактеристика не мења, јер се број темена повећава за 1, број ивица за 2, а број пљосни за 1). Како се и сваки полиедар може разложити на ланац повезаних полиедара, то је карактеристика целог полиедра управо 2 (настављањем полиедара један на други се карактеристика не мења, слично као малопре, али се при додавању „последњег” полиедра број ивица и темена не мења, а добија се додатна пљосан). Уопштено, за правилан полиедар са n „рупа” важи да му је карактеристика 2(1-n) (нпр. торус је карактеристике 0). Испод је дата табела неких конвексних и неких неконвексних тродимензионалних геометријских фигура са својим карактеристикама.
| Назив                       | Слика | Конвексност | Број темена () | Број ивица () | Број пљосни () | Карактеристика |
| --------------------------- | ----- | ----------- | -------------- | ------------- | -------------- | -------------- |
| Тетраедар                   |       | конвексан   | 4              | 6             | 6              | 2              |
| Хексаедар (коцка)           |       | конвексан   | 8              | 12            | 6              | 2              |
| Октаедар                    |       | конвексан   | 6              | 12            | 8              | 2              |
| Додекаедар                  |       | конвексан   | 20             | 30            | 12             | 2              |
| Икосаедар                   |       | конвексан   | 12             | 30            | 20             | 2              |
| Тетрахемихексаедар          |       | конкаван    | 6              | 12            | 7              | 1              |
| Октахемиоктаедар            |       | конкаван    | 12             | 24            | 12             | 0              |
| Мали звездасти додекаедар   |       | конкаван    | 12             | 30            | 12             | -6             |
| Велики звездасти додекаедар |       | конкаван    | 20             | 30            | 12             | 2              |

Слично као у геометрији се дефинише Ојлерова карактеристика и у топологији. Испод се налази табела са неким тополошким облицима са својим карактеристикама.
| Назив                 | Слика | Конвексност | Карактеристика |
| --------------------- | ----- | ----------- | -------------- |
| Сфера                 |       | конвексан   | 2              |
| Торус                 |       | конкаван    | 0              |
| Дупли (дворупи) торус |       | конкаван    | -2             |
| Трорупи торус         |       | конкаван    | -4             |

## Ојлерова карактеристика у теорији графова
Ојлерова карактеристика планарног графа G у теорији графова је резултат {\displaystyle \chi =|V(G)|-|E(G)|+f(G')}, где је V(G) скуп чворова графа G, E(G) скуп грана графа G, а f(G’) број области на које планарно утапање G’ графа G раздељује раван ℝ × ℝ својим гранама и чворовима.
Може се показати да сви планарни графови имају Ојлерову карактеристику 2 (у теорији графова је ово тврђење познато као Ојлерова теорема). У општем случају ће важити, за произвољан граф G, {\displaystyle \chi =|V(G)|-|E(G)|+f(G')=1+\omega (G)}, где је ω(G) број компоненти повезаности графа G.
Испод је дата табела са неколико графова и њиховим карактеристикама.
| Граф G | Број чворова G (\|V(G)\|) | Број грана G (\|E(G)\|) | Број области G (f(G')) | Број компоненти повезаности G (ω(G)) | Карактеристика G | Напомена |
| ------ | ------------------------- | ----------------------- | ---------------------- | ------------------------------------ | ---------------- | --- |
|        | 6                         | 6                       | 2                      | 1                                    | 2                | |
|        | 12                        | 18                      | 8                      | 1                                    | 2                | Иако се граф на први поглед не чини планарним, ипак јесте (могуће је „извући” поједине гране у „спољашњост” како се не би секле са осталима). |
|        | 21                        | 27                      | 10                     | 3                                    | 4                | |